# Julien Le Cardinal
Julien Le Cardinal (* 3. August 1997 in Saint-Brieuc) ist ein französischer Fußballspieler. Der rechte Verteidiger steht seit 2024 beim heimischen Erstligisten RStade Brest unter Vertrag.

## Karriere
Le Cardinal begann seine Karriere in seiner Heimatstadt Saint-Brieuc bei Stade Saint-Brieuc. 2014 schloss er sich der Jugendabteilung von EA Guingamp an. Nur ein Jahr später wechselte er zurück zu Stade Saint-Brieuc. Dort kam er im Dezember 2015 erstmals für die A-Mannschaft in der fünften französischen Liga zum Einsatz. Bis zum Saisonende 2016/17 kamen sieben weitere Ligaeinsätze hinzu. Ab der nächsten Spielzeit – die die Mannschaft in der vierten Liga bestritt – wurde der Franzose häufiger eingesetzt, so stand er in 16 Ligapartien auf dem Platz. In der Saison 2018/19 etablierte er sich weiter als Stammspieler und absolvierte 28 der 30 Saisonspiele. Im Juli 2019 verließ er seinen Heimatverein ein zweites Mal und schloss sich dem Ligakonkurrenten SC Bastia an. Auch dort war der Verteidiger unmittelbar gesetzt. Dies setzte sich in den kommenden beiden Jahren, ungeachtet von Aufstiegen zunächst in die dritte Liga und im Anschluss in die Ligue 2, fort. Nach drei Jahren in Bastia wechselte er in die französische Hauptstadt zum Paris FC. Auch hier begann er die meisten Spiele in der Startelf, musste sich aber häufiger mit Auswechslungen zufriedengeben. Im November 2022 wechselte er außerhalb der offiziellen Transferperiode zum RC Lens. Nach knapp zehn Monaten im Verein verließ der Spieler Lens im September 2023 auf Leihbasis und schloss sich Stade Brest an. Dieser verpflichtete Le Cardinal nach insgesamt 15 Pflichtspielen zur Saison 2024/25 mit einem Dreijahresvertrag auch fest.